# Ткачик темний
Тка́чик темний (Ploceus weynsi) — вид горобцеподібних птахів ткачикових (Ploceidae). Мешкає в регіоні Африканських Великих озер.

## Опис
Довжина птаха становить 15 см, самці важать 24-36 г, самиці 23-34 г. у самців під час сезону розмноження голова, спина, горло  груди чорні, верхня частина тіла оливково-зелена, поцяткована чорними смужками, хвіст оливково-коричневий. Боки каштанові, покривні пера крил мають жовті края. Очі жовтуваті, дзьоб чорний. У самиць верхня частина тіла оливкова, поцяткована жовтими смужками, крила мають яскраво-жовті края, на грудях широка зеленувато-жовта смуга. Забарвлення молодих птахів подібне до забарвлення самиць, однак дещо блідіше.

## Поширення і екологія
Темні ткачики мешкають на півдні Уганди, а також в прилеглих районах Демократичної Республіки Конго і Танзанії. Вони живуть в заболочених тропічних лісах, на галявинах та в заростях на берегах річок і озер. Зустрічаються на висоті від 1000 до 1500 м над рівнем моря. Живляться переважно плодами.